# Ángel Trujillo
Ángel Trujillo Canorea (ur. 8 września 1987 w San Fernando de Henares) – hiszpański piłkarz występujący na pozycji obrońcy w Almeríi.

## Kariera klubowa
Trujillo urodził się na przedmieściach Madrytu. Rozpoczął swoją karierę w CD Guadalajara w Tercera División. Następnie w 2007 roku przeniósł się do CD Azuqueca, do drużyny grającej w lidze regionalnej, gdzie grał do końca sezonu 2006/07.
Kolejne sezony spędził w rezerwach Almeríi. 18 marca 2012 roku zadebiutował w pierwszym zespole w meczu z Real Valladolid zremisowanym 1-1, zagrał niecałą drugą połowę. 27 maja 2012 roku Trujillo rozegrał swój drugi mecz w barwach Almeríi przeciwko swojemu byłemu klubowi CD Guadalajara. W czerwcu 2012 roku został włączony do kadry pierwszego zespołu Almeríi na stałe. Ángel zaczął sezon 8 września meczem z CE Sabadell FC, przegranym 0-3. Sezon 2012/13 był znakomitym dla Hiszpana, ze względu na problemy z Hernánem Pellerano, zastąpił go na pozycji środkowego obrońcy. 12 lipca 2013 roku Trujillo odnowił kontrakt, związał się z klubem na 5 lat. Debiut w Primera División nastąpił 19 sierpnia z Villarreal CF, przegranym 2-3. Pierwszego gola w karierze strzelił w meczu z Barceloną 2 marca 2014 roku, przegranym 1-4. 7 sierpnia 2015 roku Trujillo przeniósł się do Levante UD.

### Statystyki klubowe
| Sezon   | Klub       | Kraj      | Liga               | Mecze | Bramki | Puchar Kraju | Mecze | Bramki |
| ------- | ---------- | --------- | ------------------ | ----- | ------ | ------------ | ----- | ------ |
| 2007/08 | Almería B  | Hiszpania | Tercera División   | 26    | 3      | -            | -     | -      |
| 2008/09 | Almería B  | Hiszpania | Tercera División   | 34    | 2      | -            | -     | -      |
| 2009/10 | Almería B  | Hiszpania | Tercera División   | 35    | 2      | -            | -     | -      |
| 2010/11 | Almería B  | Hiszpania | Segunda División B | 36    | 3      | -            | -     | -      |
| 2011/12 | Almería B  | Hiszpania | Segunda División B | 30    | 0      | -            | -     | -      |
| 2011/12 | UD Almería | Hiszpania | Segunda División   | 6     | 0      | -            | -     | -      |
| 2012/13 | UD Almería | Hiszpania | Segunda División   | 27    | 0      | Puchar Króla | 4     | 0      |
| 2013/14 | UD Almería | Hiszpania | Primera División   | 36    | 1      | Puchar Króla | 3     | 0      |
| 2014/15 | UD Almería | Hiszpania | Primera División   | 36    | 0      | Puchar Króla | 1     | 0      |
| 2015/16 | Levante UD | Hiszpania | Primera División   | 8     | 0      | -            | -     | -      |
| 2016/17 | UD Almería | Hiszpania | Segunda División   | 21    | 0      | -            | -     | -      |
| 2017/18 | UD Almería | Hiszpania | Segunda División   | 15    | 0      | Puchar Króla | 1     | 0      |
| 2018/19 | UD Almería | Hiszpania | Segunda División   | 5     | 0      | Puchar Króla | 3     | 0      |

Stan na: 30 listopada 2018 r.